# Charles Ghislain
Charles Ghislain  (*  28. November 1951 in Ixelles) ist ein belgischer Diplomat.

## Leben
Charles Ghislain ist verheiratet und Vater von drei Söhnen.
Er studierte Politikwissenschaft sowie Luftfahrt- und Seerecht.
Er trat 1978 in den auswärtigen Dienst und war in Wien Attaché.
Von 1979 bis 1982 war er Botschaftssekretär in Budapest.
Von 1983 bis 1987 war er Botschaftssekretär erster Klasse in Madrid.
Von 1988 bis 1991 war er Botschaftsrat in Washington, D.C.
Von 1992 bis 1994 leitete er die Abteilung Europa und Nordamerika im Außenministerium.
Von 1995 bis 1994 war er Stellvertreter des Vertreters der belgischen Regierung bei der OECD.
Von 1999 bis 2000 war er Botschafter in Algier, Algerien.
2001 War er Vorsitzender des Europa-Afrika-Dialog der EU-Kommission.
2002 Vorsitzender des Komitee 133.
Von 2003 bis 2006 Vertreter der belgischen Regierung beim Europarat in der Folge Vertreter und Vorsitzender des Verwaltungsrates der Council of Europe Development Bank. Von 2006 bis 2010 war er Botschafter bei den Regierungen von Usbekistan, Armenien und Georgien akkreditiert, mit Dienstsitz in Brüssel. Seit 2010 ist er Botschafter beim Heiligen Stuhl.